# Дон Инес, Естабло (Соледад де Грасијано Санчез)
Дон Инес, Естабло (шп. Don Inés, Establo) насеље је у Мексику у савезној држави Сан Луис Потоси у општини Соледад де Грасијано Санчез. Насеље се налази на надморској висини од 1840 м.

## Становништво
Према подацима из 2010. године у насељу је живело 8 становника.

### Хронологија
| Година       | 2010 |
| ------------ | ---- |
| Становништво | 8    |

### Попис
| # | Индикатор                     | Вредност |
| - | ----------------------------- | -------- |
| 1 | Укупно домаћинстава           | 2        |
| 2 | Укупно насељених домаћинстава | 2        |
| 3 | Величина локације             | 1        |